# Моррелл, Джо
Джо́зеф Джон Моррелл (англ. Joseff John Morrell; 3 января 1997, Ипсуич, Англия) — валлийский футболист, полузащитник клуба «Портсмут» и сборной Уэльса. Участник чемпионата мира 2022 года.

## Клубная карьера
Начал карьеру в составе клуба «Бристоль Сити», во время учебы в The Castle School в Торнби.

## Карьера в сборной
В октябре 2017 года Моррелл дебютировал за сборную Уэльса (до 21 года) в матче против сборной Лихтенштейна.
В августе 2019 Моррелл впервые был вызван в основную сборную Уэльса на матч квалификации Евро-2020 против сборной Азербайджана. 9 сентября 2019 года он дебютировал за национальную команду в матче против сборной Беларуси.

## Достижения
«Портсмут»
- Победитель Лиги 1: 2023/24